# 智一桐
智一桐（1932年12月—），出生于北京，中国大陆影视演员。毕业于西北艺术学院戏剧系。曾获第一届中国电影金凤凰奖表演学会奖，第十一届中国电影金凤凰奖特别荣誉奖。